# Balcani (gmina)
Balcani – gmina w Rumunii, w okręgu Bacău. Obejmuje miejscowości Balcani, Frumoasa, Ludași i Schitu Frumoasa. W 2011 roku liczyła 7173 mieszkańców.